# قائمة أمراء بريدة
تعاقب على إمارة مدينة بريدة منذ تأسيسها عام 1577 إلى تاريخ ضمها إلى الدولة السعودية من قِبل الملك عبد العزيز آل سعود عام 1904 عديد الأمراء اختلفت أوضاع إماراتهم.

## الأمراء

### قبلالدولة السعودية الثالثة
محمد بن نصار و يلقب ( طويلان ) 

محمد بن أحمد بن عبد الله الحميده آل أبو عليان

| #  | الأمير                                                                 | التاريخ |
| -- | ---------------------------------------------------------------------- | ------- |
| 1  | راشد الدريبي من آل أبو عليان من العناقر من بني سعد بن زيد مناة من تميم | 985 هـ  |
| 2  | حمود عبدالله الدريبي من آل أبو عليان العناقر                           | 1153 هـ |
| 3  | راشد حمود الدريبي من آل أبو عليان العناقر                              | 1154 هـ |
| 4  | راشد الدريبي من آل أبو عليان العناقر                                   | 1182 هـ |
| 5  | عبد الله بن حسن آل أبوعليان من العناقر                                 | 1184 هـ |
| 6  | راشد الدريبي من آل أبو عليان العناقر                                   | 1188 هـ |
| 7  | عبد الله بن حسن آل أبوعليان من العناقر                                 | 1189 هـ |
| 8  | حجيلان بن حمد من آل ابوعليان                                           | 1190 هـ |
| 9  | عبدالله بن حجيلان آل ابوعليان من العناقر                               | 1234 هـ |
| 10 | رشيد سليمان الحجيلان من آل أبوعليان من العناقر                         | 1235 هـ |
| 11 | عبد الله بن محمد بن عبد الله بن حسن آل أبوعليان من العناقر             | 1235 هـ |
| 12 | سليمان بن عرفج آل أبوعليان من العناقر                                  | 1236 هـ |
| 13 | فهد بن مرشد من آل أبوعليان من العناقر                                  | 1237 هـ |
| 14 | محمد العلي العرفج من آل أبوعليان من العناقر                            | 1237 هـ |
| 15 | محمد بن عبدالله بن نصار من ال ابوعليان من العناقر                      | 1242هـ  |
| 16 | عبدالعزيز بن محمد آل أبوعليان من العناقر                               | 1243 هـ |
| 17 | عبد المحسن بن محمد بن عبد الله آل أبوعليان من العناقر                  | 1266 هـ |
| 18 | عبد العزيز بن محمد آل أبوعليان من العناقر                              | 1267 هـ |
| 19 | عبدالله بن عبدالعزيز بن عدوان آل أبو عليان من العناقر                  | 1275 هـ |
| 20 | محمد الغانم من آل أبي عليان                                            | 1276 هـ |
| 22 | عبد العزيز بن محمد من آل أبوعليان                                      | 1276 هـ |
| 23 | عبد الرحمن بن إبراهيم من بن سعود                                       | 1277 هـ |
| 24 | محمد بن احمد السديري من السدارى من البدارين من الدواسر                 | 1279 هـ |
| 25 | سليمان الرشيد من آل ابوعليان                                           | 1280 هـ |
| 26 | مهنا بن صالح بن حسين أبا الخيل من أبا الخيل من آل نجيد من عنزة         | 1280 هـ |
| 27 | حسن بن مهنا أبا الخيل                                                  | 1292 هـ |
| 28 | حسين بن جراد من قبل بن رشيد                                            | 1308 هـ |
| 29 | حمود بن صالح الزيد من آل جري من شمر عين من قبل بن رشيد                 | 1310 هـ |
| 30 | سالم بن علي السبهان من الجعفر من عبده من شمر                           | 1318 هـ |
| 31 | عبد الرحمن بن ضبعان من قبل بن رشيد                                     | 1321 هـ |
| 32 | صالح بن حسن بن مهنا أبا الخيل                                          | 1323 هـ |
| 33 | محمد بن عبد الله بن مهنا أبا الخيل                                     | 1324 هـ |

### الدولة السعودية الثالثة
| #  | الأمير                           | التاريخ |
| -- | -------------------------------- | ------- |
| 1  | عبد الله بن جلوي بن تركي آل سعود | 1326 هـ |
| 2  | فهد بن معمر                      | 1329 هـ |
| 3  | عبدالعزيز بن جلوي                | 1334 هـ |
| 4  | فهد بن معمر                      | 1336 هـ |
| 5  | عبد الرحمن بن معمر               | 1339 هـ |
| 6  | عبد العزيز بن مساعد بن جلوي      | 1340هـ  |
| 7  | مبارك بن مبيريك                  | 1342 هـ |
| 8  | مشاري بن جلوي                    | 1346 هـ |
| 9  | تركي بن ذعار                     | 1349 هـ |
| 10 | مبارك بن مبيريك                  | 1351 هـ |
| 11 | عبد الله بن فيصل                 | 1354 هـ |
| 12 | عبد الله بن عبد العزيز بن مساعد  | 1366 هـ |
| 13 | محمد بن بتال                     | 1375 هـ |
| 14 | سعود بن هذلول                    | 1378 هـ |
| 15 | فهد بن عبدالرحمن                 | 1389 هـ |
| 16 | عبد الإله بن عبد العزيز آل سعود  | 1400 هـ |
| 17 | فيصل بن بندر                     | 1412 هـ |
| 18 | فيصل بن مشعل                     | 1436هـ  |